# Baradal
Baradal (en asturiano y oficialmente: El Varadal) es una aldea que pertenece a la parroquia de Parroquia de El Baradal en el concejo de Tineo (Principado de Asturias). Se encuentra a 528 m s. n. m. y está situada a 13 km de la capital del concejo, la villa de Tineo. 

## Población
En 2020 contaba con una población de 14 habitantes (INE, 2020) repartidos en un total de 12 viviendas (INE, 2010).